# Zuidlaren
Zuidlaren (drents Zuudlaoren) ist ein Dorf in der Provinz Drenthe im Norden der Niederlande. Das Dorf ist ein Teil der Gemeinde Tynaarlo. Zuidlaren befindet sich auf natürlich erhöhtem Land, das als Hondsrug bekannt ist und hat 10.045 Einwohner (Stand 1. Januar 2024).

## Sehenswürdigkeiten
Zuidlaren ist bei den Touristen wegen verschiedener kultureller Sehenswürdigkeiten und Attraktionen beliebt.
Im Zentrum des Dorfes gibt es verschiedene Standbilder. Das Standbild eines Pferdes und zweier Pferdehändler wurde durch Prinz Willem-Alexander der Niederlande während das 800. Jubiläum vom Zuidlaardermarkt im Jahr 2000 enthüllt. Es gibt weiterhin das Standbild von Berend Botje, das an Login Petrowitsch Heiden (1773–1850) erinnern soll. Van Heiden war ein russischer Admiral holländischer Abstammung. In den Niederlanden ist Berend Botje auch als ein Lied für Vorschulkinder bekannt und populär.
Das Denkmal zum Zweiten Weltkrieg befindet sich gegenüber dem ehemaligen Rathaus Laarwoud. Das jährliche Gedenken an die Einwohner, die im Zweiten Weltkrieg umkamen, ist immer am 4. Mai, dem Tag vor dem Befreiungstag. Das Gedenken beschränkt sich heute allerdings nicht mehr nur auf den Zweiten Weltkrieg, sondern schließt auch die jeweils aktuellen Konflikte mit ein.
In Zuidlaren gibt es auch eine Mühle, die als Das Wachter bekannt ist und sich im Osten des Dorfes befindet. Die Mühle hat sich auf Getreide und Öl spezialisiert und betreibt eine eigene Bäckerei. Interessierte können die Mühle, die heute ein Museum ist, besuchen.
Das architektonisch bedeutsamste Gebäude in Zuidlaren ist das Noorder Sanatorium. Das große, zum späten Art déco gehörende Gebäude wurde Anfang der 1930er Jahre als separater Erweiterungsbau der Psychiatrischen Klinik Dennenoord errichtet und 1935 eröffnet. Der Entwurf stammt von dem Groninger Architekten Egbert Reitsma (1892–1976). Der Bau gilt als Höhepunkt seines Schaffens. Die Gartenanlage mit dem großen Weiher wurde durch den Landschaftsarchitekten Jan Vroom jr. (1893–1958) gestaltet. Der Krankenhausbetrieb im Noorder Sanatorium wurde 1975 aufgegeben. Seit 1988 wird das Gebäude durch eine private Forschungseinrichtung genutzt.
Siehe auch: Synagoge (Zuidlaren)

## Veranstaltungen
Die wichtigste Veranstaltung Zuidlarens ist der Zuidlaardermarkt. Das ist eine jährliche Veranstaltung mit einem großen Viehmarkt und einem Jahrmarkt mit vielen Attraktionen. Neben dem jährlichen Zuidlaardermarkt gibt es auch andere Märkte, wie den Freitagsmarkt und den Oud-Drentsche Markt, den es im Sommer immer mittwochs gibt. Eine andere große Veranstaltung, die mit Pferden zu tun hat, war bis 2008 NIC.

## Politik

### Sitzverteilung im Gemeinderat
Bis zur Auflösung der Gemeinde ergab sich seit 1982 folgende Sitzverteilung:
| Partei                            | Sitze | Sitze | Sitze | Sitze |
| Partei                            | 1982  | 1986  | 1990  | 1994  |
| --------------------------------- | ----- | ----- | ----- | ----- |
| VVD                               | 4     | 5     | 4     | 4     |
| PvdA                              | 4     | 5     | 4     | 3     |
| CDA                               | 3     | 4     | 3     | 3     |
| D66                               | 1     | –     | 2     | 2     |
| GroenLinks                        | –     | –     | 1     | 2     |
| GPV                               | 1     | 1     | 1     | 1     |
| RPF                               | 1     | –     | –     | 1     |
| Progressieve Kombinatie Zuidlaren | –     | 0     | –     | –     |
| Gesamt                            | 13    | 15    | 15    | 15    |

## Persönlichkeiten
- Login Petrowitsch Heiden (1773–1850), holländisch-russischer Admiral und Gouverneur von Reval
- Roelof Koops (1909–2008), Eisschnellläufer